# Samaria (città antica)
Samaria (lingua ebraica: שומרון, Shomron; in greco antico: Σαμάρεια?, Samareia; in arabo السامرة‎?, as-Samira) era un'antica città che fu capitale del Regno d'Israele nel IX e VIII secolo a.C. Le rovine della città si trovano nelle montagne di Samaria in Palestina, circa 10 km a nord-ovest di Nablus.

## Storia
La città israelita Shomron (lett. "Torre di guardia"; scritto anche "Shomeron") fu fondata nella regione collinare e montuosa che in seguito ne assunse il nome Samaria, in un luogo poche miglia a nord-ovest di Sichem, presso un rilievo alto circa 460 m s.l.m. detto collina di Shomron. Le rovine della città israelita, così come le rovine delle città costruite in questo stesso luogo più tardi nella storia, sono tutte adiacenti o all'interno del moderno villaggio palestinese di Sebastia.
La collina di Shomron è una collina oblunga, con lati ripidi ma non inaccessibili e una lunga cima piatta. Secondo la Bibbia, Omri, il re del regno settentrionale di Israele (regnò intorno all' 870 a.C.) acquistò questa collina da un proprietario di nome Shemer per due talenti d'argento, e costruì sulla sua ampia sommità la città a cui diede il nome di "Shomron"  -vale a dire Samaria - ispirandosi perciò al nome del precedente proprietario, e fondandovi la nuova capitale del suo regno, destinata a sostituire la precedente Tirzah (1 Re 16,24). Come tale possedeva molti vantaggi. Omri risiedeva qui durante gli ultimi sei anni del suo regno.

Si riporta che Omri avrebbe concesso agli aramei il diritto di "fare strade in Samaria" in segno di sottomissione (1 Re 20,34). Questo probabilmente significava che ai mercanti aramei era stato concesso il permesso di continuare il loro commercio in città. Ciò implicherebbe l'esistenza di una considerevole popolazione arameica.
Era l'unica grande città d'Israele creata dal sovrano. Tutti gli altri erano già stati consacrati per tradizione patriarcale o possedimenti precedenti. Ma Samaria è stata la scelta di Omri solo. Egli, infatti, diede alla città che aveva costruito il nome del suo precedente proprietario, ma il suo legame speciale con sé stesso come suo fondatore è dimostrato dalla designazione che sembra recare Samaria nelle iscrizioni assire, "Beth-Khumri" ("casa o palazzo di Omri"). (Stanley)
Secondo la tradizione biblica, la Samaria era spesso assediata. Ai giorni di Acab, venne Benhadad II con trentadue re vassalli, ma fu sconfitto con un grande massacro (1 Re 20:1–21). Una seconda volta, l'anno successivo, lo attaccò; ma fu di nuovo completamente sconfitto e fu costretto ad arrendersi ad Acab (1 Re 20,28–34), il cui esercito, in confronto a quello di Ben Hadad, non era altro che "due piccoli greggi di capretti".
La Bibbia insegna che ai giorni di Joram Ben Hadad assediò nuovamente la Samaria. Ma proprio quando il successo sembrava essere alla loro portata, interruppero improvvisamente l'assedio, allarmati da un misterioso rumore di carri e cavalli e di un grande esercito, e fuggirono, lasciandosi alle spalle il loro accampamento con tutto il suo contenuto. Gli abitanti affamati della città furono presto sollevati dall'abbondanza del bottino dell'accampamento siriano; e avvenne, secondo la parola di Eliseo, che "una misura di fior di farina fu venduta per un siclo e due misure di orzo per un siclo, alle porte di Samaria" (2 Re 7,1–20).
Secondo Giuseppe Flavio, l'antico nome del sito Shomron (Samaria) fu cambiato in Sebaste dal re Erode il Grande, in onore di Cesare Augusto.

### Invasione assira

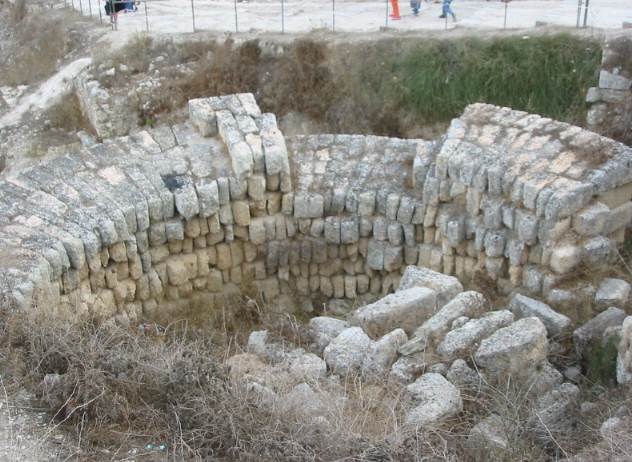
Torre ellenistica dall'interno.

Durante il regno dell'ultimo re del regno settentrionale, Osea (2 Re 10), gli Assiri, inizialmente sotto Salmanassar V e poi Sargon II, assediarono Samaria nel 722/721 a.C., la conquistarono e posero fine al Regno Settentrionale. A testimonianza della loro presenza è stato ritrovato sul versante orientale dell'acropoli il frammento di una stele con iscrizione assira attribuita a Sargon II. Inoltre, secondo le iscrizioni del palazzo di Sargon a Dur Šarrukin, gli abitanti di Samaria furono deportati in Assiria.
(Iscrizioni Sargon II, COS 2.118A, p. 293)
Anche,
(Prismi di Nimrud, COS 2.118D, pagg. 295–296)
Si pensa che i resti di un rilievo murale nella Sala 5 del palazzo di Sargon raffigurino Samaria e i suoi difensori sconfitti. Furono introdotti nuovi abitanti (da Kutha e dall'area siro-mesopotamica, 2 Re 17:24) e formarono una nuova popolazione samaritana, nota anche come Cuthim. La città insieme alla vicina zona dell'altopiano divenne nota come Samerina e fu governata da un governatore assiro. Ci sono solo pochi resti del successivo periodo babilonese e fu solo nel periodo persiano, a metà del V secolo, che la città riemerse in importanza. Le tensioni tra la famiglia regnante di Sanballat e Gerusalemme sotto il governatore di Neemia sono documentate nella Bibbia (Esdra 4,10, Neemia 4,7–8). Samaria divenne una città ellenistica nel 332 a.C. e migliaia di soldati macedoni vi si stabilirono in seguito a una rivolta dei Samaritani. Sono state scavate tre torri rotonde di 13 m di diametro risalenti a quel periodo (le prime due da Harvard, che le attribuisce al periodo israelita) e un successivo, massiccio muro di fortificazione con torri quadrate. Queste fortificazioni furono violate durante la distruzione della città da parte di Giovanni Ircano nel 108. Tracce della distruzione operata da Ircano furono trovate dagli scavatori, ma la città apparentemente fu reinsediata sotto Alessandro Ianneo. Nel 63 a.C. Samaria fu annessa alla provincia romana della Siria.

### Sebaste

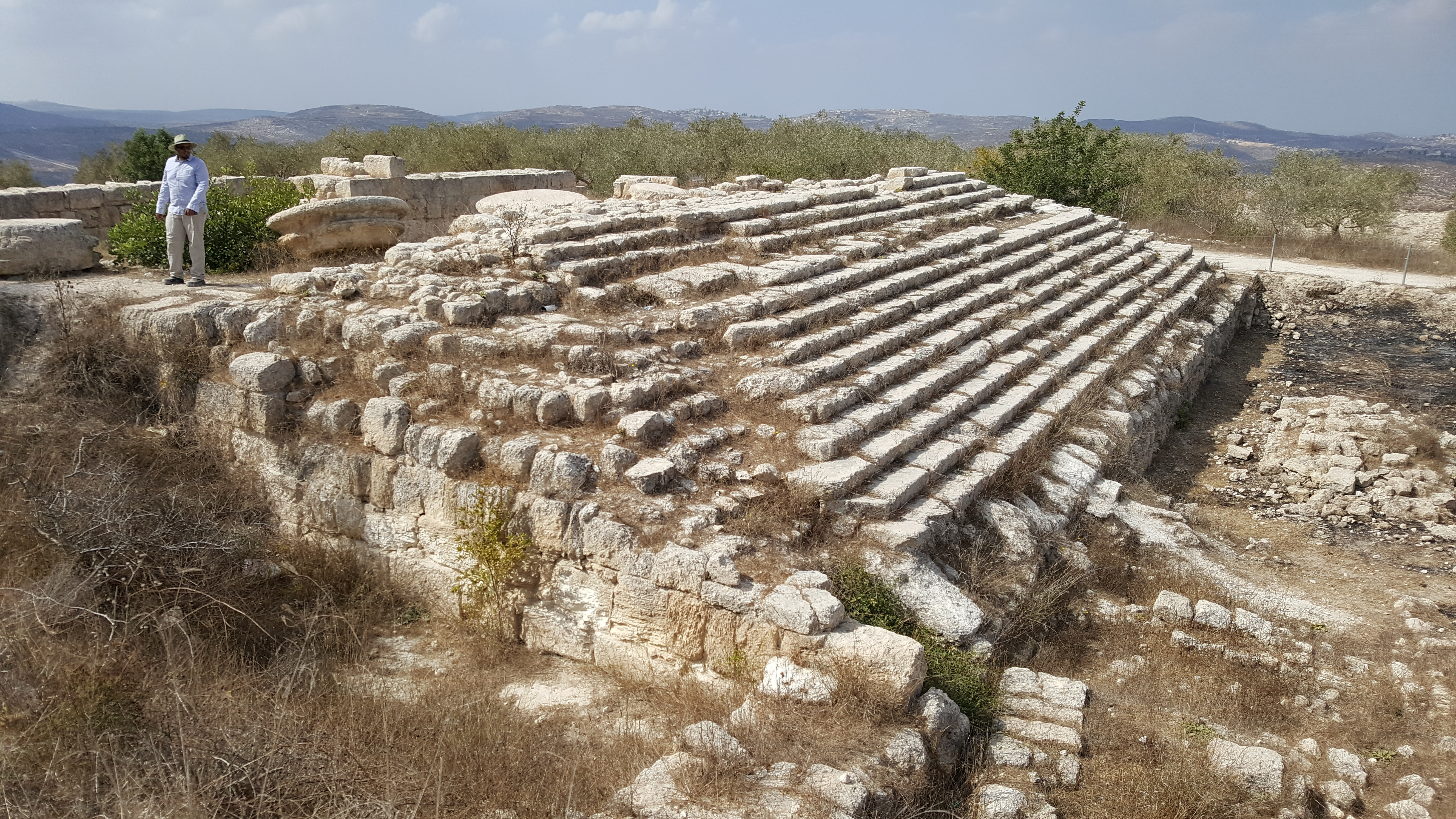
Base del tempio Augusteum alla sommità della collina, originariamente alta 25 metri.

Nel 30 a.C. l'imperatore Augusto assegnò la città a Erode il Grande che la ribattezzò Sebaste (eb. סבסטי), in onore di Augusto ("Sebaste" è la forma femminile di Gr. Sebastos = Augustus). I resti eccezionali di questo periodo sono; l'Augusteum, costituito da un tempio e da un ampio piazzale costruito sul palazzo Omride alla sommità dell'acropoli; una porta della città e una strada colonnata est-ovest; un teatro sul versante nord-est dell'acropoli; un tempio a Kore su una terrazza a nord dell'acropoli e uno stadio a nord-est nella valle sottostante. Ad est dell'acropoli, e in un'area che oggi collega la città antica con il moderno villaggio di Sebastia, si trova il foro fiancheggiato ad ovest da una basilica parzialmente scavata. L'acqua per la città romana di Sebaste era fornita da un acquedotto sotterraneo che da sorgenti ad est conduceva nell'area del foro. La città era circondata da una cinta muraria di 4 km di lunghezza, con imponenti torri che collegavano le porte di accesso a ovest ea nord. Un certo numero di mausolei con sarcofagi decorati sono stati scavati nell'area del villaggio moderno e nei campi adiacenti.

### Nuovo Testamento
In Giovanni 4 è narrata la storia di Gesù che viaggiava attraverso la Samaria, e la sua famosa conversazione con una donna samaritana, al pozzo.
In Atti 8,4–13 è riportato che Filippo l'evangelista scese nella città di Samaria e predicò il vangelo cristiano e lì guarì i malati. Simone il Mago, un noto stregone, era tra i convertiti.

### Età romana e Medioevo

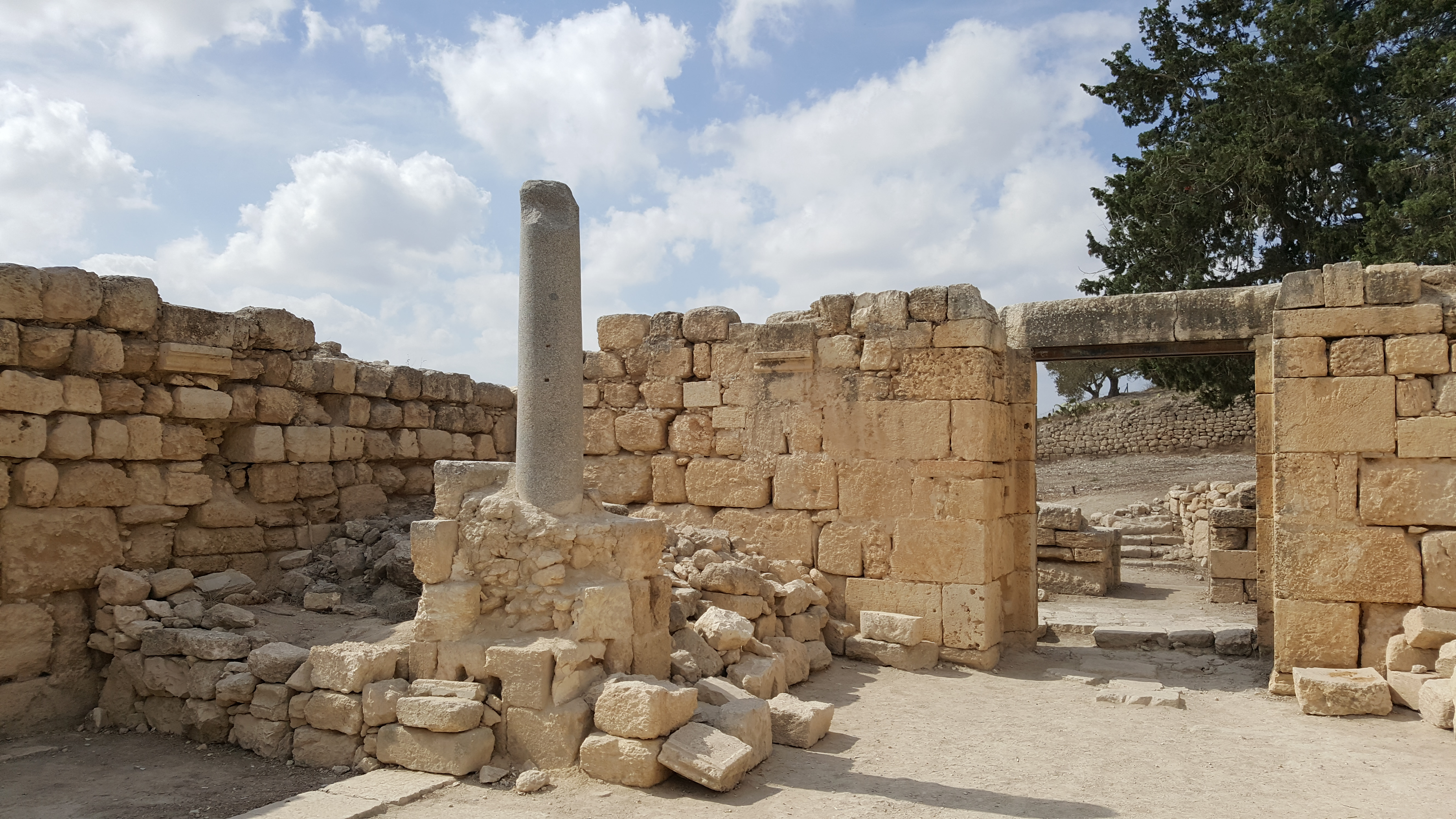
Ingresso della chiesa bizantina.

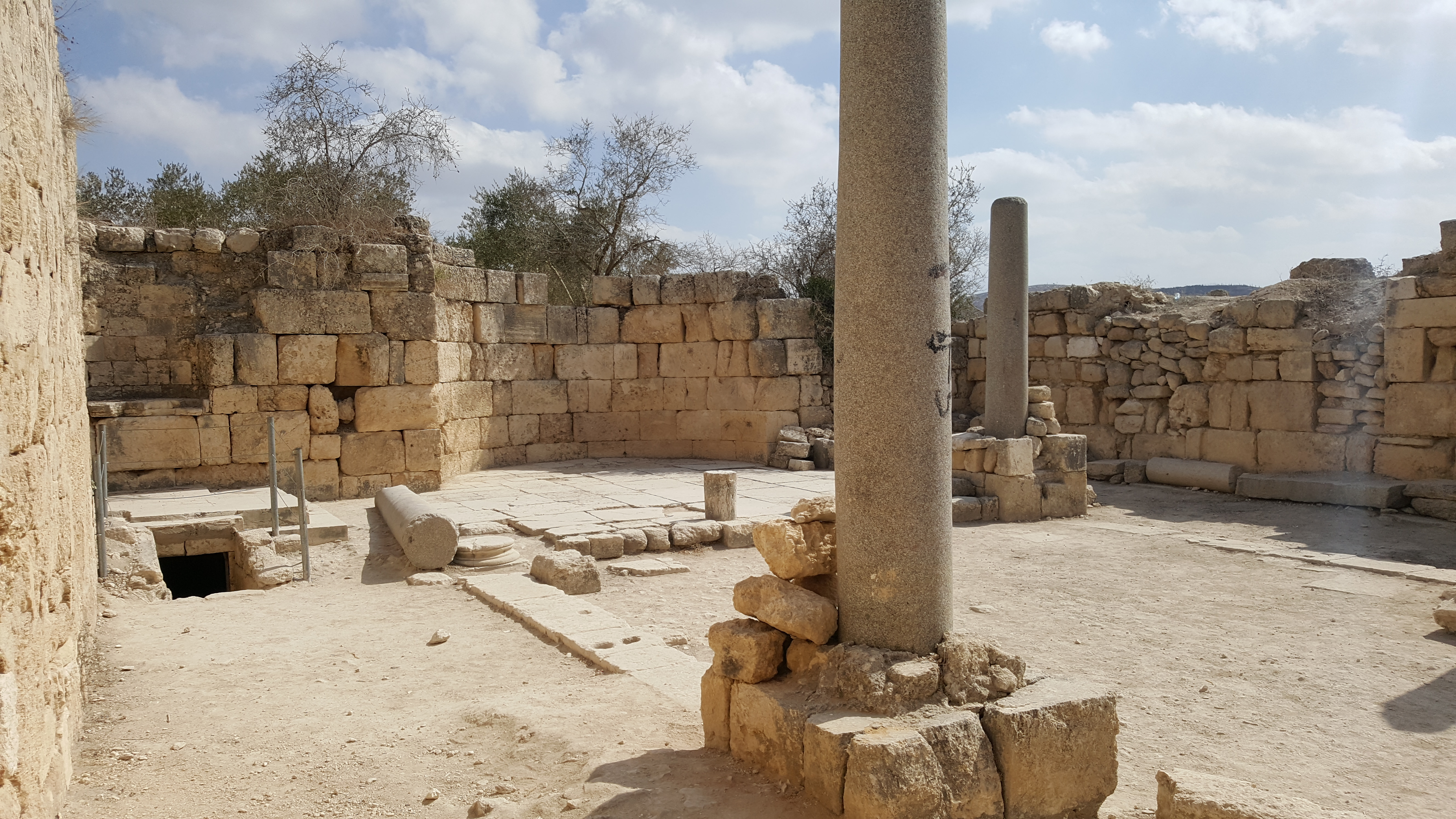
Chiesa bizantina.

La città è stata ricostruita senza grandi modifiche nel II secolo da Settimio Severo quando la città divenne una colonia.
La Samaria è stata associata a Giovanni Battista, il cui corpo si credeva fosse sepolto lì. Intorno all'agosto del 362 d.C., in prosecuzione della sua politica contro il cristianesimo, l'imperatore romano Giuliano, più comunemente noto come Giuliano l'Apostata e che aveva sede ad Antiochia, nel corso della spedizione persiana, ordinò la distruzione della tomba di Giovanni Battista e la cremazione del suo corpo; l'evento è stato registrato dallo storico e teologo Tirannio Rufino. Una piccola chiesa basilicale, fondata nel V secolo, è stata scavata sul versante meridionale dell'acropoli. Si credeva che la chiesa fosse il luogo di sepoltura della testa di Giovanni Battista. In un secondo momento vi fu aggiunto un monastero.
Nel XII secolo fu fondata una chiesa cattolica sempre dedicata a Giovanni Battista, fu costruita ad est del foro romano e combinò elementi delle mura della città del periodo romano. Successivamente divenne la moschea del villaggio Sebaste, la Moschea Nabi Yahya (lett. "moschea del Profeta Giovanni"), preservando l'antica tradizione cristiana.

### Era moderna
Nel 1867, i visitatori scoprirono che il villaggio aveva una popolazione di 400 abitanti, "quasi tutti musulmani".
Alla fine del 1976, il movimento dei coloni israeliani, Gush Emunim, tentò di ristabilire un insediamento presso la stazione ferroviaria ottomana. Il governo israeliano non ha approvato e il gruppo che è stato rimosso dal sito avrebbe successivamente fondato l'insediamento di Elon Moreh adiacente a Nablus / Sichem.

## Archeologia
Il sito fu scavato per la prima volta dalla Harvard Expedition, inizialmente diretta da Gottlieb Schumacher nel 1908 e poi da George Andrew Reisner nel 1909 e 1910; con l'assistenza dell'architetto C. S. Fisher e della D. G. Lyon. La seconda spedizione era conosciuta come Joint Expedition, un consorzio di 5 istituzioni diretto da John Winter Crowfoot tra il 1931 e il 1935; con l'assistenza di Kathleen Mary Kenyon, Eliezer Sukenik e GM Crowfoot. Le istituzioni principali erano la British School of Archaeology a Gerusalemme, il Palestine Exploration Fund e l'Università ebraica. Negli anni '60 furono effettuati scavi su piccola scala diretti da Fawzi Zayadine per conto del Dipartimento delle Antichità della Giordania.